# Aatolana
Aatolana là một chi động vật giáp xác chân đều thuộc họ Cirolanidae, được Niel L. Bruce mô tả lần đầu năm 1993. Tên của loài này bắt nguồn từ từ ngữ tiếng Hy Lạp, Aatos (có nghĩa là không thể thoả mãn được), ám chỉ khả năng nuốt chửng xác cá của các loài thuộc chi này. Loài điển hình của chi này là Aatolana rapax.
Chúng được tìm thấy ở vùng biển ngoài khơi bờ biển Tây Úc, Lãnh thổ phía Bắc, Queensland và New South Wales.

## Loài
WoRMS liệt kê 3 loài thuộc chi này:
- Aatolana rapax Bruce, 1993
- Aatolana schioedtei (Miers, 1884)
- Aatolana springthorpei Keable, 1998